# Friapatios
Friapatios (parthsky Frijapát či Frijapátak, řecky Φριαπάτιος) byl parthský král z dynastie Arsakovců panující v letech 191–176 př. n. l. Byl buď synem, nebo bratrem svého královského předchůdce Arsaka II., syna zakladatele monarchie.
Friapatiova vláda patří k nejméně známým obdobím parthských dějin, jediným pramenem jsou krátké poznámky v Iustinově kronice. Král patrně nerazil vlastní mince, z čehož by se dalo usuzovat, že byl v určitém závislém poměru k seleukovským vládcům v Antiochii, kteří za Antiocha III. obnovili svou moc v íránských krajích. Významný je tak Friapatios jen v jednom ohledu: dal zemi schopné syny – pozdější krále Fraata I. a Mithradata I. –, kteří konsolidovali parthskou říši a dovedli ji k velmocenskému postavení na Předním východě.